# Freak Out! (The Mothers of Invention)
Freak Out! is een album van de Amerikaanse groep The Mothers of Invention. Het was het debuutalbum van de groep en werd uitgebracht op 27 juni 1966 bij Verve Records.
Het wordt vaak genoemd als een van de eerste conceptalbums, omdat het album een satirische uitdrukking is van de perceptie van frontman Frank Zappa van de Amerikaanse popcultuur. Het was ook een van de eerste dubbelalbums in de rockgeschiedenis (hoewel Bob Dylans Blonde on Blonde een week eerder uitkwam). In Groot-Brittannië werd het album aanvankelijk uitgebracht op een enkele plaat.

## Informatie
Het album werd geproduceerd door Tom Wilson, die The Mothers een contract gaf, voorheen een groep die enkel optrad in bars als de Soul Giants. Zappa zei vele jaren later dat Wilson de groep een contract gaf in de overtuiging dat ze een blanke bluesband waren. Het album voert zanger Ray Collins op, samen met bassist Roy Estrada, drummer Jimmy Carl Black en gitarist Elliot Ingber, die later bij Captain Beefheart's Magic Band zou spelen onder de naam Winged Eel Fingerling.
Het originele repertoire van de groep bestond uit rhythm-and-blues-covers; nadat Zappa bij de band kwam overtuigde hij de andere leden om zijn eigen muziek te spelen, waarna de naam veranderde in The Mothers en later The Mothers of Invention. De muzikale inhoud van Freak out! varieerde van rhythm-and-blues, doo-wop en standaard blues-beïnvloede rock tot orkestarrangementen en avant-garde geluidscollages. Hoewel het album eerst weinig enthousiast onthaald werd in de Verenigde Staten, was het een succes in Europa. Het kreeg nadien een cultstatus in Amerika, waar het bleef verkopen in grote aantallen tot in de vroege jaren 70.
Het album werd beïnvloed door de productie van The Beatles. In 1999 werd het geëerd met de Grammy Hall of Fame Award, en in 2003 plaatste Rolling Stone het bij de 500 Greatest Albums of All Time. In 2006 bracht The MOFO Project/Object een geluidsdocumentaire uit over de productie van het album op de veertigste verjaardag van Freak out!

## Dubbel-lp
Alle nummers die staan op de dubbelelpee.
| 1. "Hungry Freaks, Daddy" – 3:32 2. "I Ain't Got No Heart" – 2:34 3. "Who Are the Brain Police?" – 3:25 4. "Go Cry on Somebody Else's Shoulder" – 3:43 5. "Motherly Love" – 2:50 6. "How Could I Be Such a Fool?" – 2:16 7. "Wowie Zowie" – 2:55 8. "You Didn't Try to Call Me" – 3:21 9. "Any Way the Wind Blows" – 2:55 10. "I'm Not Satisfied" – 2:41 11. "You're Probably Wondering Why I'm Here" – 3:41 12. "Trouble Every Day" – 5:53 13. "Help, I'm a Rock" – 8:37 (Suite in Three Movements) I. "Okay To Tap Dance" II. "In Memoriam, Edgar Varèse" III. "It Can't Happen Here" | 14. "The Return of the Son of Monster Magnet" (Unfinished Ballet in Two Tableaux) – 12:22 I. "Ritual Dance of the Child-Killer" II. "Nullis Pretii" (No commercial potential) 20. "Hungry Freaks, Daddy" - 3:28 21. "I Ain't Got No Heart" - 2:30 22. "Who Are The Brain Police?" - 3:22 23. "Motherly Love" - 2:45 24. "Wowie Zowie" - 2:45 25. "You Didn't Try To Call Me" - 3:17 26. "I'm Not Satisfied" - 2:37 27. "You're Probably Wondering Why I'm Here" - 3:37 28. "Trouble Every Day" - 2:33 29. "Help, I'm A Rock (Suite In Three Movements)" - 8:33 | 1. "Okay To Tap Dance" 2. "In Memoriam Edgar Varese" 3. "It Can't Happen Here" 4. "The Return Of The Son Of Monster Magnet" - 12:15 5. "Ritual Dance Of The Child-Killer" 6. "Nullis Pretii" (No Commercial Potential) |

## Huidige cd
Alle nummers die staan op de cd.
1. "Hungry Freaks, Daddy" – 3:32
2. "I Ain't Got No Heart" – 2:34
3. "Who Are the Brain Police?" – 3:34
4. "Go Cry on Somebody Else's Shoulder" – 3:43
5. "Motherly Love" – 2:50
6. "How Could I Be Such a Fool?" – 2:16
7. "Wowie Zowie" – 2:55
8. "You Didn't Try to Call Me" – 3:21
9. "Any Way the Wind Blows" – 2:55
10. "I'm Not Satisfied" – 2:41
11. "You're Probably Wondering Why I'm Here" – 3:41
12. "Trouble Every Day" – 5:53
13. "Help, I'm a Rock" – 4:42
14. "It Can't Happen Here" – 3:59
15. "The Return of the Son of Monster Magnet" – 12:22

## Medewerkers
Alle mensen die geholpen hebben met het produceren van dit album.

### Artiesten
| Frank Zappa – gitaar, orkestleider, zang Jimmy Carl Black – percussie, drums, zang Ray Collins – harmonica, cimbalen, geluidseffecten, tamboerijn, zang, vingercymbalen Elliot Ingber – afwisselend lead- & rhythmgitaar Roy Estrada – bas, zang, gitalele, sopranozang Gene Estes – percussie Eugene Di Novi – piano Neil Levang – gitaar John Rotella – klarinet, saxofoon Carol Kaye - 12 string-gitaar Kurt Reher – cello Raymond Kelley – cello | Paul Bergstrom – cello Emmet Sargeant – cello Joseph Saxon – cello Edwin V. Beach – cello Arthur Maebe – Franse hoorn, tuba Motorhead Sherwood – geluiden Kim Fowley - megafoon Mac Rebennack – piano Paul Butterfield - zang Les McCann – piano Jeannie Vassoir – stem van Cheese |

### Productie
- Producer: Tom Wilson
- Technisch directeur: Val Valentin
- Directeurs: Ami, Tom, Val Valentin
- Assistenten: Eugene Dinovi, Neil Levang, Vito, Ken Watson
- Muzikaal directeur: Frank Zappa
- Orkestratie: Frank Zappa
- Bewerker: Frank Zappa
- Hoes: Jack Anesh
- Hair stylist: Ray Collins

## Prijzen
- 1967 - Billboard 200 Pop Albums (130)